# Achyrolimonia perarcuata
Achyrolimonia perarcuata är en tvåvingeart som först beskrevs av Alexander 1976.  Achyrolimonia perarcuata ingår i släktet Achyrolimonia och familjen småharkrankar.
Artens utbredningsområde är Nigeria. Inga underarter finns listade i Catalogue of Life.